# Infernul (film din 1994)
Infernul (titlul original: în franceză L’Enfer) este un film francez produs în anul 1994 în regia lui Claude Chabrol. Scenariul original al filmului provine de la Henri-Georges Clouzot. În filmul inițial din 1964, rolurile principale ar fi trebuit să fie jucate de Romy Schneider și Serge Reggiani. Filmările de odinoară au fost întrerupte din cauza infarctului cardiac suferit de Clouzot.

## Acțiune
Paul și Nelly sunt o pereche tânără căsătorită de curând. Ei sunt proprietarii unui hotel în sudul Franței. Din cauza stressului Paul suferă de insomnie, care îi îngreunează și mai mult rezolvarea problemelor administrative și financiare cauzate de întreținerea hotelului. Paul face o scenă de gelozie când surprinde soția sa la un rendezvous cu mecanicul auto Martineau. Gelozia a soțului este amplificată, când acesta o vede din nou pe soția sa Nelly cu Martineau pe un lac de agreement. Paul interzice soției sale să părăsească hotelul și începe să o urmărească pas cu pas. Clienții încep să părăsească pe rând hotelul, din cauza certurilor și scanadalurilor iscate dei Paul, care începe să bănuiască pe fiecare că ar avea o aventură cu tânăra sa soție. Criza din căsnicia lui Paul și Nelly se intensifică, Paul ajungând în pragul nebuniei. Filmul se termină ca în general filmele franceze « sans fins » (fără sfârșit), regizorul lasă la latitutidinea spectatorului să aprecieze sfârșitul.

## Distribuție
- Emmanuelle Béart: Nelly
- François Cluzet: Paul Prieur
- Nathalie Cardone: Marylin
- André Wilms: Dr. Arnoux
- Marc Lavoine: Martineau
- Christiane Minazzoli: Mme Vernon
- Dora Doll: Mme Chabert
- Mario David: Duhamel
- Jean-Pierre Cassel: M. Vernon
- Thomas Chabrol: Julien